# Comuna Mihail Kogălniceanu, Tulcea
Mihail Kogălniceanu este o comună în județul Tulcea, Dobrogea, România, formată din satele Lăstuni, Mihail Kogălniceanu (reședința) și Rândunica. Comuna Mihail Kogălniceanu este situată în partea central – nordică a Județului Tulcea.
Teritoriul administrativ al comunei Mihail Kogălniceanu cuprinde trei localități:
- Mihail Kogălniceanu - așezare rurală de tip mare, amplasat la 20 km de orașul Tulcea, pe DN 22;
- Rândunica - amplasat la 7 km de Mihail Kogălniceanu, pe DC 10;
- Lăstuni - amplasat pe DC 11, la distanța de 3 km față de reședința de comună.

## Relieful
Ținutul se află situat pe câmpia înaltă a podișului nord – dobrogean , având un relief de podiș (depresiune) și este traversat de la N la S de râul Telița, care se varsă în Lacul Babadag. Debitul acestui râu crește în timpul ploilor mari, dar scurgerea specifică este redusă, ceea ce arată că întreaga zonă este deficitară sub raportul umidității.

## Clima
Clima se încadrează în zona climatului continental de stepă, cu caracter colinal. Clima este blândă iarna, dar în cursul verii temperatura atinge valori destul de ridicate, caracteristice regiunilor de deal cu climă temperat – continentală, specifică dealurilor împădurite.
Temperatura medie anuală este de 11,1 °C cu luna cea mai friguroasă ianuarie – 0,8 °C, iar cea mai călduroasă iulie. Media anuală a precipitațiilor este de 750 mm.

## Fauna
Fauna este preponderent constituită din: rozătoare, păsări caracteristici zonei de stepă, nevertebrate.

## Istoric
Județul Tulcea, parte integrantă a Dobrogei, este situat georgrafic la S-E României, cuprinde 51 de unități administrativ-teritoriale și reprezintă 3,5 % din suprafața țării. Specificitatea județului este dată de varietatea sa fizico-geografică și de importantele mărturii documentare ale vieții materiale și spirituale de pe aceste meleaguri.
Descoperirile arheologice de pe teritoriul județului Tulcea au pus în lumina urme de locuire cu o vechime de cca. 110.000 ani, pe harta arheologică a județului putând remarca vestigiile culturilor Hamangia, Gumelnița și traco-dacică, dar și ale cetăților geto-dacice și ale marilor construcții edilitare romane.
Comuna Mihail Kogălniceanu este cunoscută, în special, datorită descoperirii pe acest teritoriu a celui mai bogat tezaur de monede tătărești din România, fapt ce atestă importanța economică și socială a acestui teritoriu.
A purtat denumirea de Enichioi.
La începutul secolului XX localitatea pimește denumirea actuală și este cunoscută ca având o populație de 585 de locuitori, majoritatea fiind agricultori și grădinari.

## Căi de acces
Legătura rutieră directă se face pe drumul național DN 22 Tulcea – Constanța.
Pe calea ferată, cea mai apropiată stație este Mihail Kogălniceanu, situată la 1 km față de centrul localității. Această stație asigură legătura cu municipiul Tulcea și orașele București și Constanța.
De asemenea, pe teritoriul comunei Mihail Kogălniceanu este amplasat aeroportul civil Mihail Kogălniceanu, care lega municipiul Tulcea cu orașele București și Constanța. În prezent, cursele de pasageri sunt suspendate.

## Economia
În ceea ce privește agricultura, comuna Mihail Kogalniceanu dispune de o suprafață agricolă de 7561 ha, din care 6011 ha reprezintă suprafața arabilă. În structura suprafeței cultivate și a producției vegetale, ponderea cea mai mare revine culturilor de grau iar în anul agricol 2007-2008 sa cultivat o importantă suprafață cu rapiță.
Comuna Mihail Kogălniceanu reprezintă o zonă cu potențial ridicat în sectorul zootehnic, această activitate desfășurându-se atât în cadrul organizat de tip ferme zootehnice (complexul de porci, complexul de berbecuți) cât și în gospodăriile populației și în mici asociații familiale. La nivelul localității sunt aproximativ 10.730 păsări, 656 bovine, 2255 caprine, 8845 ovine, 1195 porcine, 253 cabaline, 387 familii de albine.

## Infrastructura
Infrastructura comunei Mihail Kogalniceanu presupune alimentarea cu energie electrică, serviciu de apă potabilă pe 100% din suprafata, canalizare 100%, drum asfaltat pe 100%, servicii de telefonie, cablu TV și internet etc.
Sistemul sanitar presupune 2(doua) unități sanitare,2 farmacii și cabinete individuale.
Sistemul de învățământ este dezvoltat printr-un cămin, 3 gradinite și 3 școli din învățământ primar și gimnazial.

## Demografie
Componența etnică a comunei Mihail Kogălniceanu
     Români (86,48%)
     Romi (3,33%)
     Alte etnii (0,26%)
     Necunoscută (9,94%)
Componența confesională a comunei Mihail Kogălniceanu
     Ortodocși (88,82%)
     Alte religii (0,66%)
     Necunoscută (10,53%)
Conform recensământului efectuat în 2021, populația comunei Mihail Kogălniceanu se ridică la 2.736 de locuitori, în creștere față de recensământul anterior din 2011, când fuseseră înregistrați 2.735 de locuitori. Majoritatea locuitorilor sunt români (86,48%), cu o minoritate de romi (3,33%), iar pentru 9,94% nu se cunoaște apartenența etnică. Din punct de vedere confesional, majoritatea locuitorilor sunt ortodocși (88,82%), iar pentru 10,53% nu se cunoaște apartenența confesională.

## Politică și administrație
Comuna Mihail Kogălniceanu este administrată de un primar și un consiliu local compus din 13 consilieri. Primarul, Nicolae Arnăutu[*], de la Partidul Național Liberal, este în funcție din 1 noiembrie 2024. Începând cu alegerile locale din 2024, consiliul local are următoarea componență pe partide politice:
|  | Partid                          | Consilieri | Componența Consiliului | Componența Consiliului | Componența Consiliului | Componența Consiliului | Componența Consiliului | Componența Consiliului | Componența Consiliului |
|  | ------------------------------- | ---------- | ---------------------- | ---------------------- | ---------------------- | ---------------------- | ---------------------- | ---------------------- | ---------------------- |
|  | Partidul Național Liberal       | 7          |                        |                        |                        |                        |                        |                        |                        |
|  | Partidul Social Democrat        | 5          |                        |                        |                        |                        |                        |                        |                        |
|  | Alianța pentru Unirea Românilor | 1          |                        |                        |                        |                        |                        |                        |                        |